# Gare de Rostov-Glavny
 (février 2023).
Si vous disposez d'ouvrages ou d'articles de référence ou si vous connaissez des sites web de qualité traitant du thème abordé ici, merci de compléter l'article en donnant les références utiles à sa vérifiabilité et en les liant à la section « Notes et références ».
La gare de Rostov-Glavny (en russe : Станция Ростов-Главный) est une gare ferroviaire russe, située dans la ville de Rostov-sur-le-Don, dans l'oblast de Rostov, en Russie.

## Situation ferroviaire
La gare est exploitée par Severo-Kavkazskaïa jeleznaïa doroga, partie de Chemins de fer russes.

## Histoire
Elle a été ouverte en 1869 a été détruite pendant la seconde guerre mondiale.

## Service des voyageurs

### Accueil

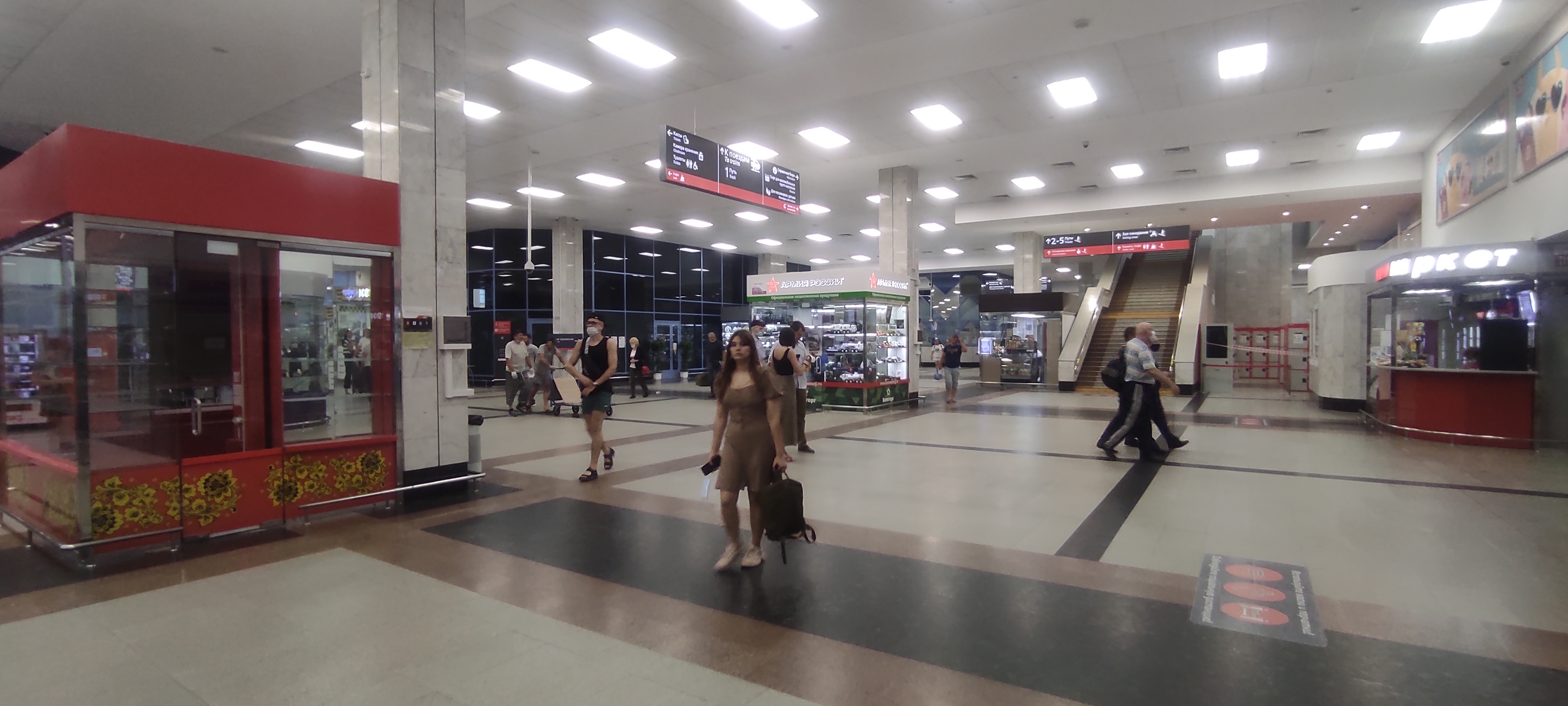
Espace d'accueil du public.
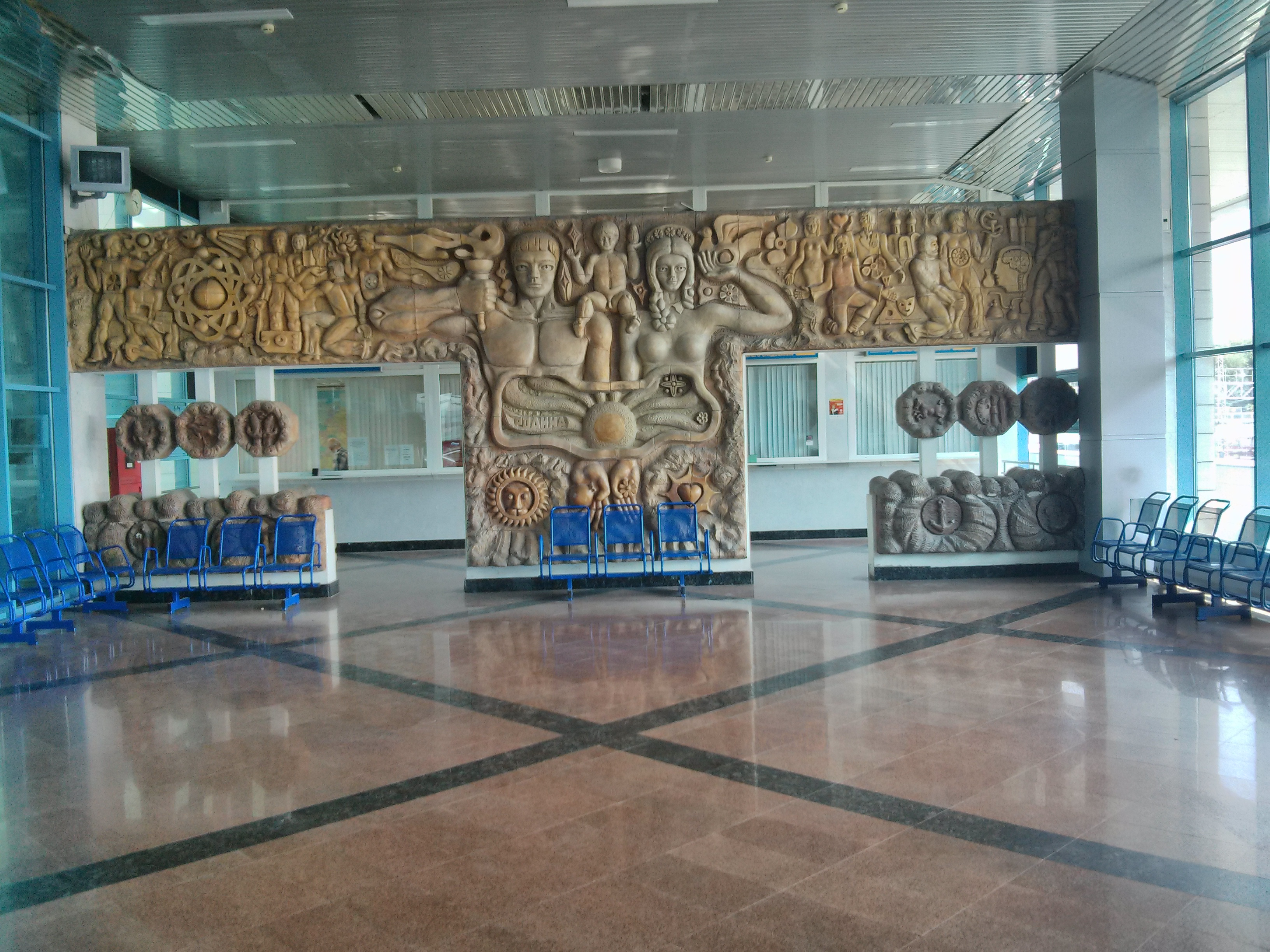
Sa décoration.
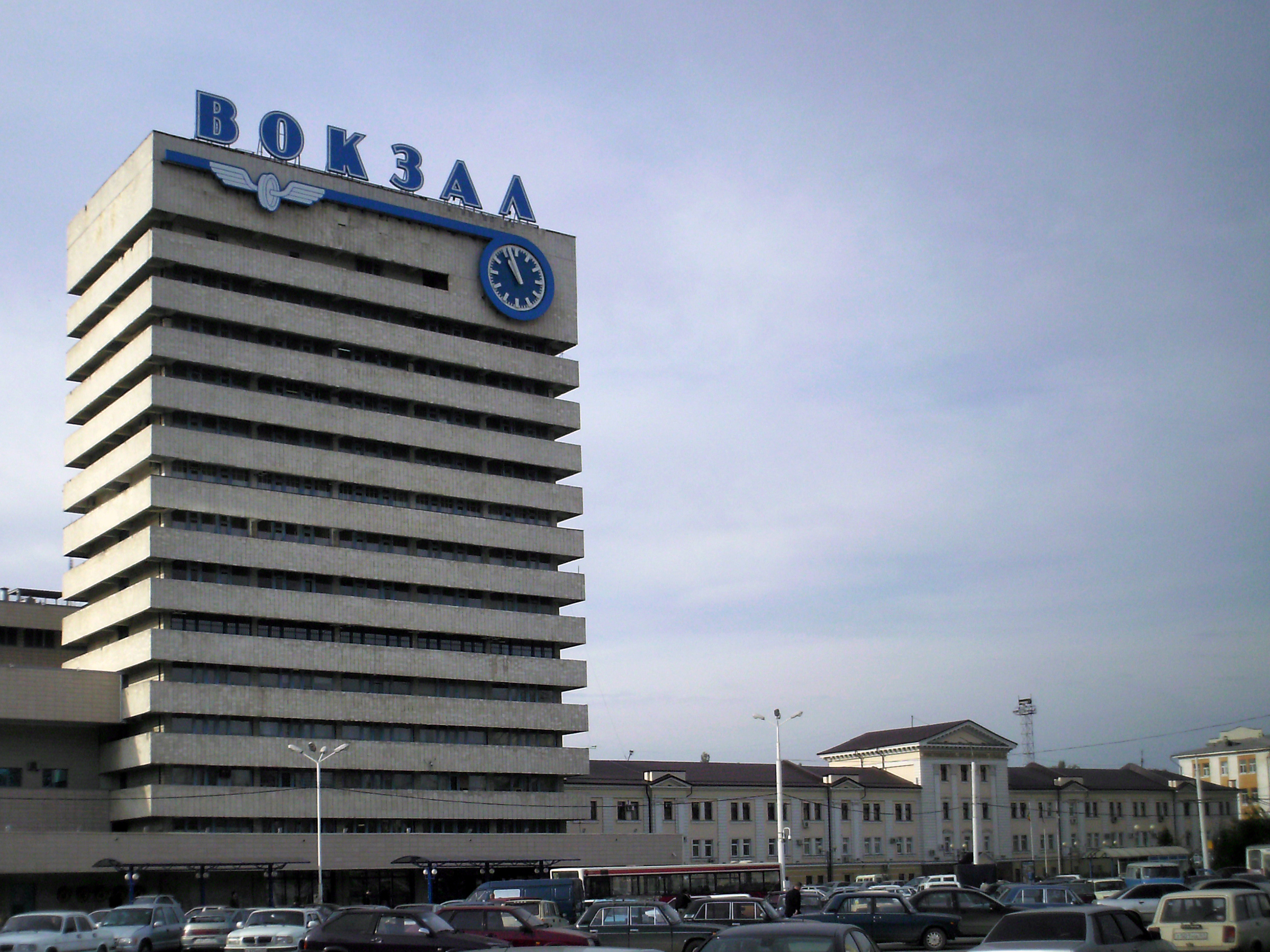
Les bâtiments actuels.
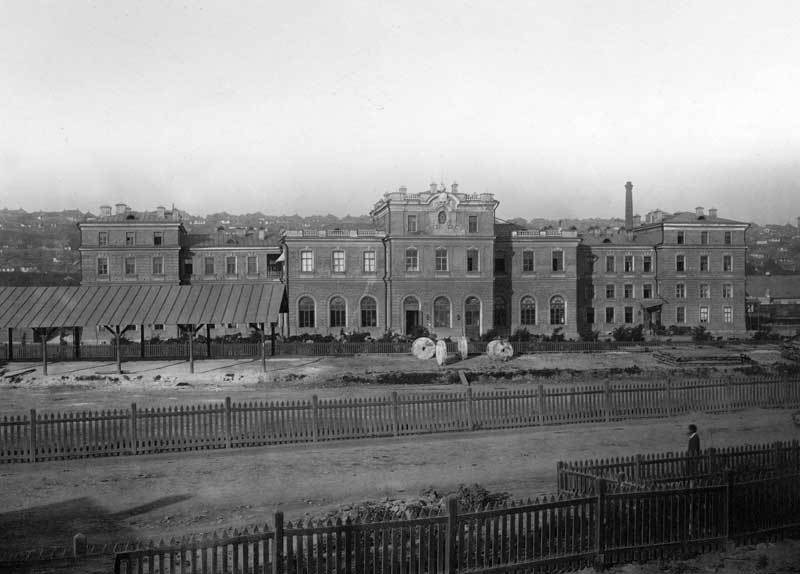
En 1875
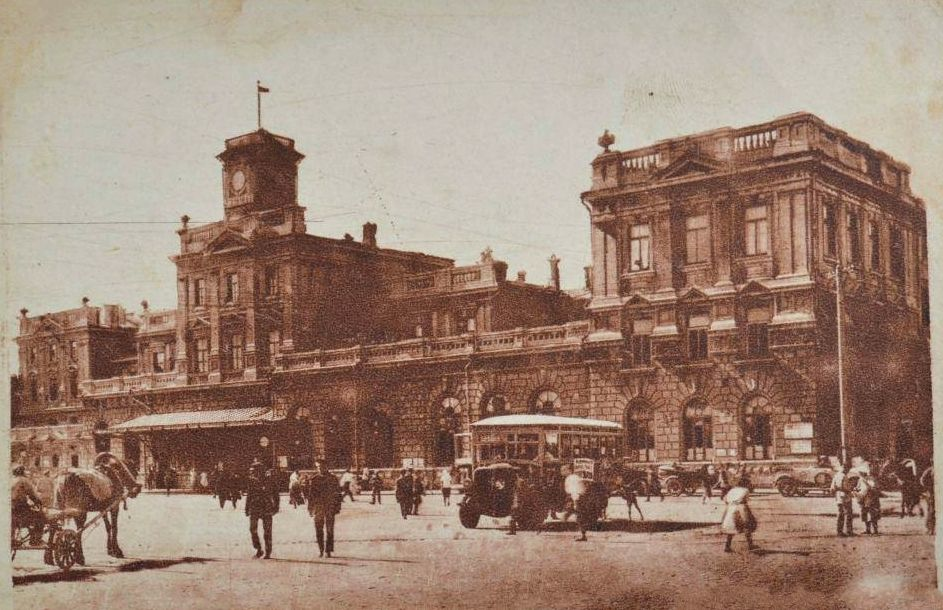
et en 1924.